# Đảo Rishiri
Đảo Rishiri (利尻島 (Lợi Khào đảo) Rishiri-tō) là một hòn đảo trong biển Nhật Bản ngoài khơi Hokkaido, Nhật Bản. Về hành chính, dân là một phần của tỉnh Hokkaido, thuộc về hai điểm dân cư, Rishiri và Rishirifuji. Hòn đảo được hình thành từ đỉnh núi lửa đã tắt Rishiri. Cùng với đảo Rebun và vùng ven biển đồng bằng Sarobetsu, Rishiri tạo nên vườn quốc gia Rishiri-Rebun-Sarobetsu. Kinh tế Rishiri dựa trên du lịch và đánh bắt thủy sản. Đảo có chu vi khoảng 63 kilômét (39 mi) và có diện tích 183 kilômét vuông (71 dặm vuông Anh). Dân số đảo Rishiri là 5,102 người.

## Tên gọi
Rishiri bắt nguồn từ tiếng Ainu, nghĩa là "núi cao", hay "đảo với đỉnh núi cao", chỉ núi Rishiri.

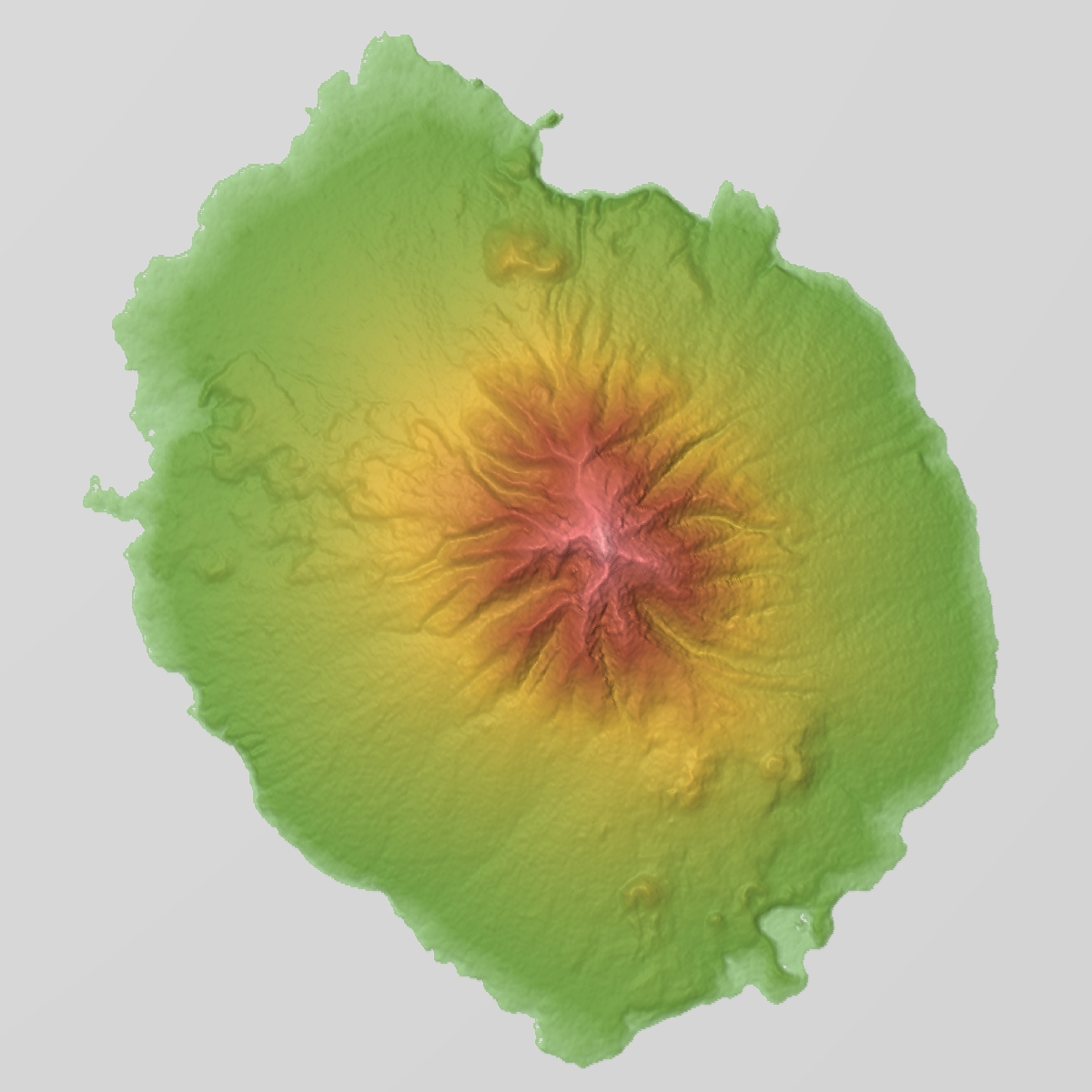
Bản đồ địa hình.

## Địa lý
Đảo Rishiri cách đảo lớn Hokkaido chừng 20 kilômét (12 mi) về phía tây. Rishiri có bờ biển dài 63 kilômét (39 mi), dài 19 kilômét (12 mi) từ bắc tới nam và 14 kilômét (8,7 mi) từ đông sang tây. Núi Rishiri đạt độ cao 1.721 mét (5.646 ft) với nhiều ao và suối nước ngọt nhỏ ở quanh chân núi.
Người dân Rishiri sống ở ven biển, với tuyến xe buýt chạy vòng quanh đảo.

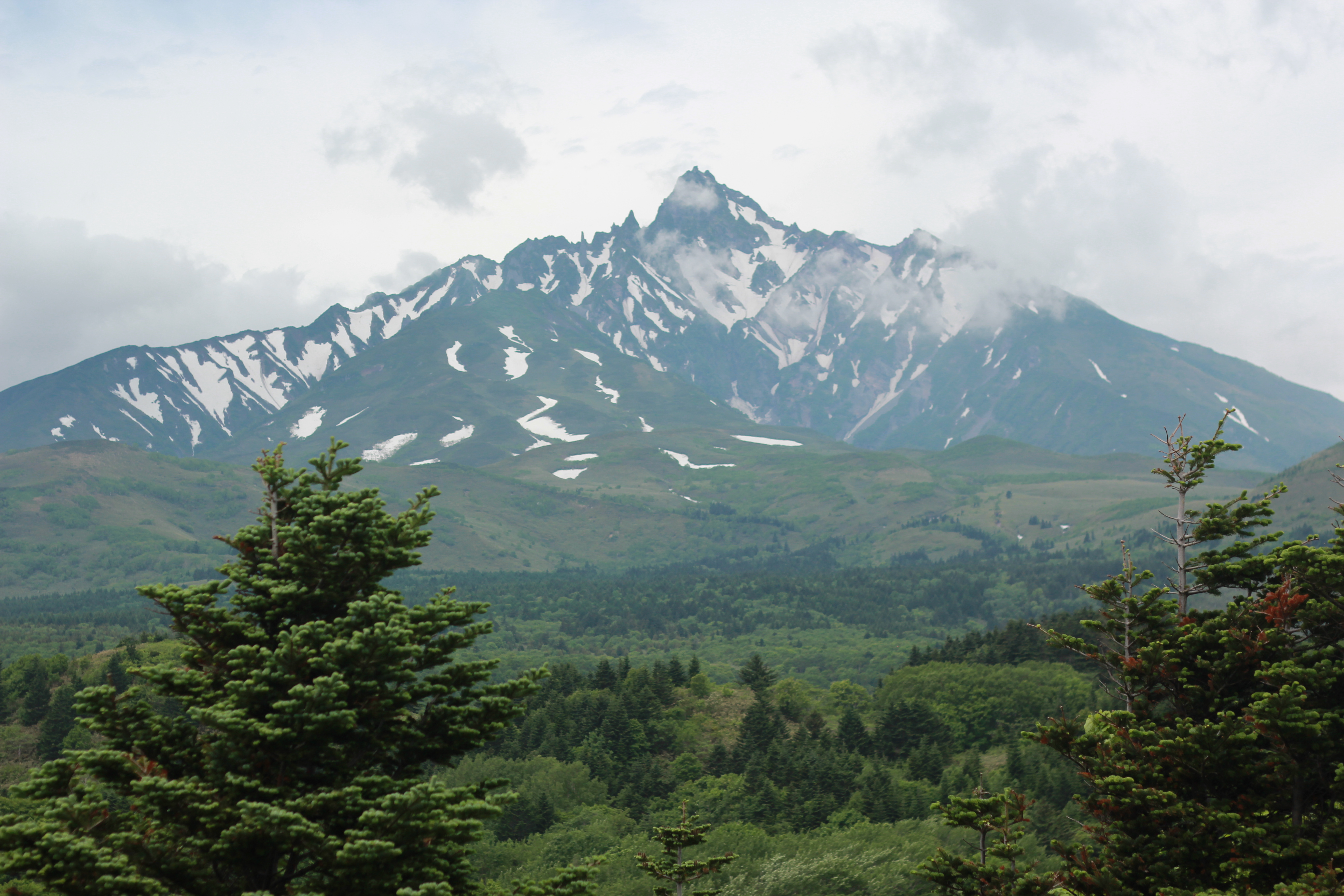
Núi Rishiri

## Dân cư
Hòn đảo được chia ra giữa hai thị trấn, Rishiri (dân số 2.304 người) mạn tây nam đảo, và Rishirifuji (dân số 2.798 người) mạn đông bắc, thuộc huyện Rishiri, phó tỉnh Sōya.